# Brigné
Brigné là một xã thuộc tỉnh Maine-et-Loire trong vùng Pays de la Loire tây nước Pháp. Xã này nằm ở khu vực có độ cao trung bình 75 mét trên mực nước biển.
Sông Layon chảy qua xã này.